# Choi Min-ho
Choi Min-ho (kor. 최민호, ur. 18 sierpnia 1980) – koreański judoka, zdobywca złotego medalu Igrzysk Olimpijskich w Pekinie oraz brązowego medalu Igrzysk Olimpijskich w Atenach w kategorii do 60 kilogramów. W 2003 roku zdobył złoto, a w 2007 brąz na mistrzostwach świata.

## Największe osiągnięcia
| Rok  | Rodzaj zawodów       | Miasto         | Miejsce | Konkurencja |
| ---- | -------------------- | -------------- | ------- | ----------- |
| 2003 | Mistrzostwa świata   | Osaka          | 1       | 60 kg       |
| 2004 | Igrzyska olimpijskie | Ateny          | 3       | 60 kg       |
| 2007 | Mistrzostwa świata   | Rio de Janeiro | 3       | 60 kg       |
| 2008 | Igrzyska olimpijskie | Pekin          | 1       | 60 kg       |